# Kup Hrvatske u dvoranskom hokeju za žene
Kup Hrvatske u dvoranskom hokeju za žene se igra od 2002. godine

## Osvajačice kupa
Popis osvajača kupa po godinama:
| godina | osvajač          |
| ------ | ---------------- |
| 2002.  | Zrinjevac Zagreb |
| 2003.  | Zrinjevac Zagreb |
| 2004.  | Zrinjevac Zagreb |
| 2005.  | Zrinjevac Zagreb |
| 2006.  | Zrinjevac Zagreb |
| 2007.  | Zrinjevac Zagreb |
| 2008.  | Zrinjevac Zagreb |
| 2009.  | Zrinjevac Zagreb |
| 2010.  | Zrinjevac Zagreb |
| 2011.  | Zrinjevac Zagreb |
| 2012.  | Mladost Zagreb   |
| 2013.  | Mladost Zagreb   |
| 2014.  | Mladost Zagreb   |
| 2015.  | Mladost Zagreb   |
| 2016.  | Mladost Zagreb   |
| 2017.  | Mladost Zagreb   |
| 2018.  | Mladost Zagreb   |
| 2019.  | Mladost Zagreb   |
| 2020.  | nije igrano      |

## Vanjske poveznice
- Hrvatski hokejski savez